# بارنت کلمن
بارنت کلمن (انگلیسی: Barnet Kellman؛ زادهٔ ۹ نوامبر ۱۹۴۷) کارگردان فیلم، بازیگر، کارگردان تلویزیونی، و تهیه‌کننده تلویزیونی اهل ایالات متحده آمریکا است. وی از سال ۱۹۸۰ میلادی تاکنون مشغول فعالیت بوده‌است.
وی همچنین برندهٔ جوایزی همچون جوایز امی ساعات پربیننده، جایزه امی ساعات پربیننده برای بهترین کارگردانی مجموعه تلویزیونی کمدی، و جایزه انجمن کارگردانان آمریکا شده‌است.